# Belovka (Saràtov)
|  | Per a altres significats, vegeu «Belovka». |

Belovka (en rus: Беловка) és un poble de l'óblast de Saràtov, a Rússia, segons el cens del 2010 tenia 28 habitants. Pertany al districte municipal d'Arkadak.